# Francis Wall Oliver
Francis Wall Oliver (10 mai 1864 - 14 septembre 1951) est un botaniste britannique.

## Biographie
Francis Oliver est l'unique garçon d'une fratrie de trois enfants du botaniste Daniel Oliver, conservateur aux Jardins botaniques de Kew et professeur à l'University College de Londres et de son épouse Hannah Wall. Il fait ses études secondaires dans l'école quaker Bootham School de Kendal,. Il fait une année d'étude à l'University College puis s'inscrit au Trinity College de Cambridge où il obtient une mention très bien aux deux parties du tripos de science naturelle (1885 et 1886). Il est nommé maître de conférences, succédant à son père, à l'University College de Londres en 1888, puis il est professeur Quain de botanique de 1890 à 1925. Il supervise le doctorat de Margaret Jane Benson. Il poursuit sa carrière comme professeur de botanique à l'université du Caire de 1929 à 1935. Il épouse en 1896 Mildred Alice Thompson, dont il a fait la connaissance en randonnant dans les Alpes, le couple a trois enfants.
Il est élu membre de la Royal Society en 1905,. Il reçoit la médaille linnéenne en 1925.
Il meurt à Limpsfield, le 14 septembre 1951.